# حارة الليل (صنعاء)
حارة حارة الليل هي إحدى حارات حي معين بمديرية معين إحد مديريات العاصمة اليمنية صنعاء، بلغ تعداد سكانها 3339 نسمة حسب تعداد اليمن لعام 2004.